# Nancéienne
Die Société Nancéienne d’Automobiles (abgekürzt: SNA) war ein französischer Hersteller von Automobilen und Lastkraftwagen.

## Unternehmensgeschichte
Das Unternehmen aus Nancy begann 1900 mit der Produktion von Automobilen und Nutzfahrzeugen. Der Markenname lautete Nancéienne. 1903 endete die Produktion, nach anderer Ansicht 1906.

## Fahrzeuge

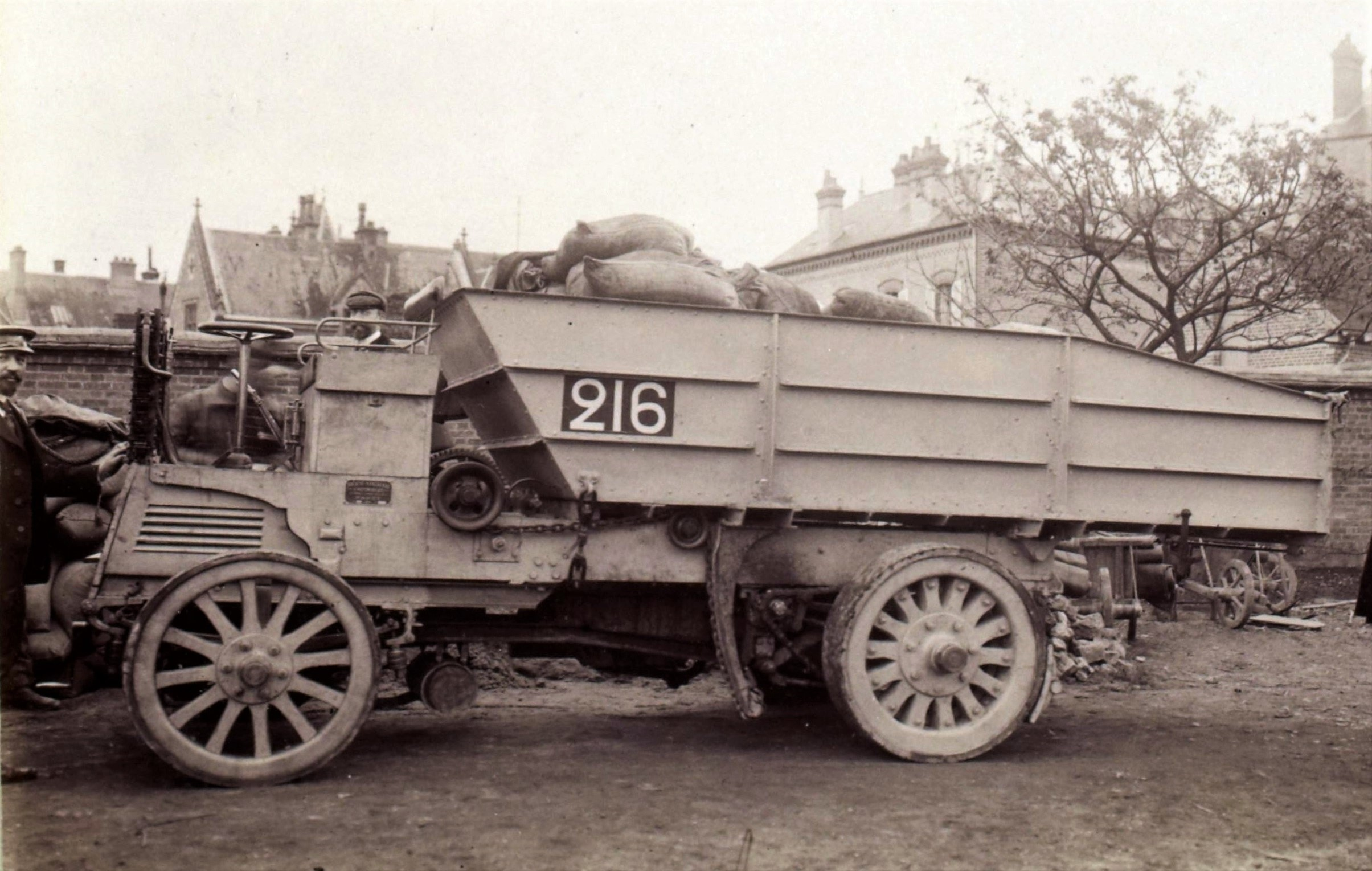
Nancéienne-LKW von 1902

Die Gegenkolbenmotoren der Fahrzeuge entstanden nach einer Lizenz von Gobron-Brillié. Eugéne Brillié war auch eine Zeit lang beratender Ingenieur der Firma. Hauptsächlich sollen LKW entstanden sein. Für einen Motor ist eine Leistung von 10 PS genannt. Das Besondere an einigen Motoren war, dass sie mit Alkohol anstelle von Benzin betrieben werden konnten. Ein Fahrzeug dieses Typs gewann 1901 die Alkoholklasse des Autorennens Paris–Roubaix. Im gleichen Jahr erreichte ein viersitziger Nancéienne eine Durchschnittsgeschwindigkeit von 43 km/h beim Autorennen Paris–Berlin.